# Bractwo Piwne
Bractwo Piwne – Towarzystwo Promocji Kultury Piwa – ogólnopolska organizacja konsumentów piwa, powstała w 1995 roku w Łodzi. Celem Bractwa Piwnego jest popularyzacja w społeczeństwie piwa jako napoju alternatywnego do wysokoprocentowych i niskogatunkowych napojów alkoholowych, edukacja konsumentów piwa oraz ścisła współpraca z przemysłem piwowarskim. Bractwo jako jedyna organizacja reprezentuje Polskę w Europejskiej Unii Konsumentów Piwa. Siedzibą Bractwa jest miasto Łódź. Dotychczas funkcje Wielkiego Mistrza pełnili: Lech Pietrzak, Zbigniew Olobry i Marek Suliga, Sara Nabrdalik, Marcin Olczyk a obecnie Zbyszko Kabziński.

## Historia
Bractwo Piwne zostało założone przez grupę osób związanych z Polską Partią Przyjaciół Piwa, która niezadowolona z politycznych ambicji PPPP założyła Grupę Założycielską Organizacji Piwnej. Grupa ta skupiona była wokół Zbigniewa Olobrego z Łodzi i z założenia miała mieć charakter konsumencki, a nie polityczny. Na odezwę do lokalnych ław Polskiej Partii Przyjaciół Piwa pozytywnie zareagował jedynie Kraków. 28 grudnia 1995 roku Sąd Rejonowy w Łodzi zarejestrował Bractwo Piwne z ośrodkami w Łodzi i Krakowie, a pierwszym Wielkim Mistrzem Bractwa Piwnego został wybrany Lech Pietrzak.
W kolejnych latach Bractwo tworzyło kolejne kręgi lokalne, a w 1997 przyjęte zostało do EBCU (Europejskiej Unii Konsumentów Piwa) jako członek stowarzyszony. W 2000 r. Bractwo Piwne zorganizowało w Łodzi i Krakowie doroczny zjazd EBCU, na którym otrzymało status członka zwyczajnego EBCU. W 10 rocznicę założenia stowarzyszenia Bractwo zorganizowało po raz kolejny zjazd EBCU, goszcząc w Krakowie przedstawicieli wszystkich piwnych organizacji zrzeszonych w EBCU na czele z prezydentem Terry Lockiem. W 2011 został zorganizowany zjazd EBCU w Gdańsku, a w 2015 w Łodzi z okazji 25 lecia EBCU i 20 lecia Bractwa Piwnego. W zarządzie EBCU jako pierwszy Polak w latach 2014-2016 pełnił różne funkcje Jan Lichota.

## Nagrody i tytuły przyznawane przez Bractwo Piwne
Od 1999 r. Bractwo Piwne przyznaje osobom lub instytucjom promującym kulturę piwną medal Złoty Chmiel. Od 2001 r. Bractwo Piwne przyznaje tytuł Piwo Roku najlepszemu piwu w danym roku, natomiast najlepsze piwa polskie w podziale na kategorie wyłaniane są w odbywającym się od 2009 r. Konsumenckim Konkursie Piw Bractwa Piwnego. W 2010 r. Bractwo Piwne ustanowiło nagrodę Domowy Piwowar Roku dla najlepszego domowego piwowara w danym roku oraz Restauracyjne Piwo Roku dla najlepszego piwa z browaru restauracyjnego.

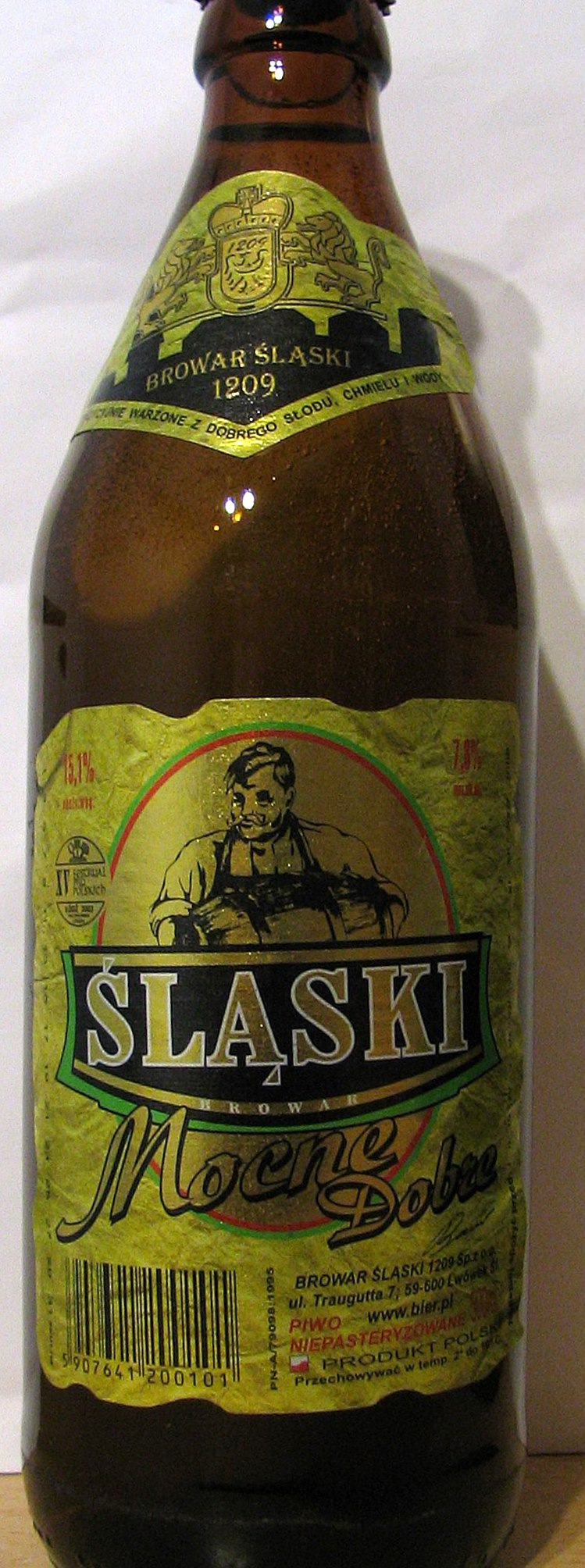
Butelka piwa Mocne Dobre

Tytuł Piwo Roku otrzymały następujące piwa:
- Piwo Roku 2015: Miodne, Browar Kormoran
- Piwo Roku 2014: American IPA, Browar Kormoran
- Piwo Roku 2013: Książęce Ciemne Łagodne, Kompania Piwowarska
- Piwo Roku 2012: Żywiec Porter, Bracki Browar Zamkowy w Cieszynie[3]
- Piwo Roku 2011: Ciechan Mocne, Browar Ciechan[4]
- Piwo Roku 2010: Grand Imperial Porter, Browar Amber[5]
- Piwo Roku 2009: Ciechan Miodowe, Browar Ciechan
- Piwo Roku 2008: Magnus, Browar Jagiełło
- Piwo Roku 2007: Irlandzkie Mocne, Krajan Browary Kujawsko-Pomorskie
- Piwo Roku 2006: Porter Strzelec, Browar Jędrzejów
- Piwo Roku 2005: Perła Mocna, Perła – Browary Lubelskie
- Piwo Roku 2004: Mocne Dobre, Browar Śląski 1209
- Piwo Roku 2003: Kasztelan Jasne Pełne, Browar Kasztelan
- Piwo Roku 2002: Mocne Dobre, Browar Śląski 1209
- Piwo Roku 2001: Mocne Dobre, Browar Śląski 1209

Domowy Piwowar Roku – tytuł przyznawany przez Kapitułę Bractwa Piwnego piwowarowi domowemu, którego piwa w danym roku kalendarzowym były najwyżej i najczęściej oceniane w poszczególnych konkursach piw domowych. Pod uwagę brane są wszystkie kategorie we wszystkich otwartych i oficjalnych konkursach z fachowym składem komisji nadzorującej, organizowanych na terenie Polski. Wyłonienie laureata odbywa się na podstawie sumy punktów, jakie każdy piwowar otrzymał w poszczególnych konkursach za swoje piwa według zasady: 
- za zajęcie pierwszego miejsca 5 punktów,
- za zajęcie drugiego miejsca 4 punkty,
- za zajęcie trzeciego miejsca 3 punkty,
- za zajęcie czwartego miejsca 2 punkty,
- za zajęcie piątego miejsca 1 punkt.

Po raz pierwszy tytuł Domowego Piwowara Roku przyznany został w 2010 r.. Otrzymała go piwowarka Dorota Chrapek, której zwycięskie piwo na KPD w Żywcu uwarzył Bracki Browar Zamkowy w Cieszynie i jako Brackie Pale Ale belgijskie wprowadził na rynek.
| Edycja | Rok  | Domowy Piwowar Roku | II miejsce           | III miejsce      | IV miejsce           | V miejsce         | Ilość konkursów/kategorii | Ilość sklasyfikowanych osób |
| ------ | ---- | ------------------- | -------------------- | ---------------- | -------------------- | ----------------- | ------------------------- | --------------------------- |
| V      | 2014 | Mariusz Bystryk     | Waldemar Pitala      | Jacek Stachowski | Mariusz Karpiński    | Andrzej Miler     | 23/67                     | -                           |
| IV     | 2013 | Jacek Stachowski    | Waldemar Pitala      | Adam Czogalla    | Piotr Kowalski       | Patryk Gorajski   | 20/50                     | -                           |
| III    | 2012 | Agnieszka Łopata    | Łukasz Chrząszcz     | Jacek Michna     | Marcin Kołodziejczyk | Piotr Kowalski    | 13/32                     | 78                          |
| II     | 2011 | Krzysztof Kula      | Szymon Kierszniowski | Czesław Dziełak  | Piotr Wypych         | Jan Szała         | 12/26                     | 64                          |
| I      | 2010 | Dorota Chrapek      | Czesław Dziełak      | Adam Wróbel      | Andrzej Smyk         | Andrzej Jankowski | 9/24                      | 50                          |

## Kręgi Lokalne
Bractwo Piwne składa się z pięciu Kręgów Lokalnych:
- Częstochowa – Częstochowski Krąg Lokalny Bractwa Piwnego z siedzibą w Piwiarni Częstochowa
- Kraków – Krakowski Krąg Lokalny Bractwa Piwnego z siedzibą w Kazimierskiej Piwniczce
- Łódź – Łódzki Krąg Lokalny Bractwa Piwnego z siedzibą w The Eclipse Inn
- Zgierz – Zgierska Kuźnia Piwna z siedzibą w Klubie "AgRafKa"
- Olsztyn - Olsztyński Krąg Lokalny